# Dwars door de Vlaamse Ardennen
Dwars door de Vlaamse Ardennen is een voormalige Belgische eendaagse wielerwedstrijd die tussen 2014 en 2018 gehouden werd. De start en aankomst warem in Erpe-Mere, onderweg doorkruisten de renners verschillende heuvels in de Vlaamse Ardennen, die ook in de Ronde van Vlaanderen worden aangedaan. Om verschil te maken met andere koersen door de Vlaamse Ardennen werden ook heuvels aangedaan in Pays des Collines.
De wedstrijd werd in 2014 opgericht en stond op de nationale kalender. Een jaar later kreeg de wedstrijd een UCI-classificatie, namelijk die van 1.2.
Na vijf edities heeft de organisatie bij de internationale wielerunie (UCI) een licentie aangevraagd om als een wedstrijd van 1.1.-klasse te worden beschouwd. In 2019 zou de organisatie er een krijgen. Met de classificatie van 1.1.-wedstrijd zal Dwars door de Vlaamse Ardennen ook grotere WorldTour-teams aantrekken en worden de kosten hoger. Omdat dit een grote wens is van de organisatie werd besloten om in 2019 geen koers te organiseren maar groots uit te pakken in 2020. De coronapandemie stak hier echter  een stokje voor. Nadien is de wedstrijd niet meer georganiseerd.

## Overwinningen per land
| Overwinningen | Land      |
| ------------- | --------- |
| 4             | België    |
| 1             | Australië |

## Hellingen
Zie Lijst van beklimmingen in Dwars door de Vlaamse Ardennen.